# Ивановичи (Черняховский район)
Ивановичи (укр. Івановичі) — село на Украине, основано в 1639 году, находится в Черняховском районе Житомирской области.
Код КОАТУУ — 1825686202. Население по переписи 2001 года составляет 240 человек. Почтовый индекс — 12333. Телефонный код — 4134. Занимает площадь 1,1 км².

## Адрес местного совета
12333, Житомирская область, Черняховский р-н, с.Новополь, ул.Красноармейская, 2